# Retaule de Sant Martí, Santa Úrsula i Sant Antoni
El Retaule de Sant Martí, Santa Úrsula i Sant Antoni és una obra del pintor valencià Gonçal Peris, realitzada en tremp sobre fusta i conservada al Museu de Belles Arts de València, datada al voltant de 1420.
El retaule va ser creat per a la capella de Sant Martí de la cartoixa de Portaceli, encarregat pel pròcer valencià Berenguer Martí de Torres (casat amb Úrsula de Aguilar). Posteriorment amb la desamortització va passar al museu. És una de les poques obres certes de l'autor, la qual cosa ha permès que alguns estudiosos, atesa l'escassetat de documentació escrita, hagin reconstruït un conjunt de treballs similars per atribució.
Les figures es caracteritzen pel seu aire aristocràtic, amb un aspecte de figures sagrades, que els fa semblar-se als nobles de l'època.

## Descripció del quadre

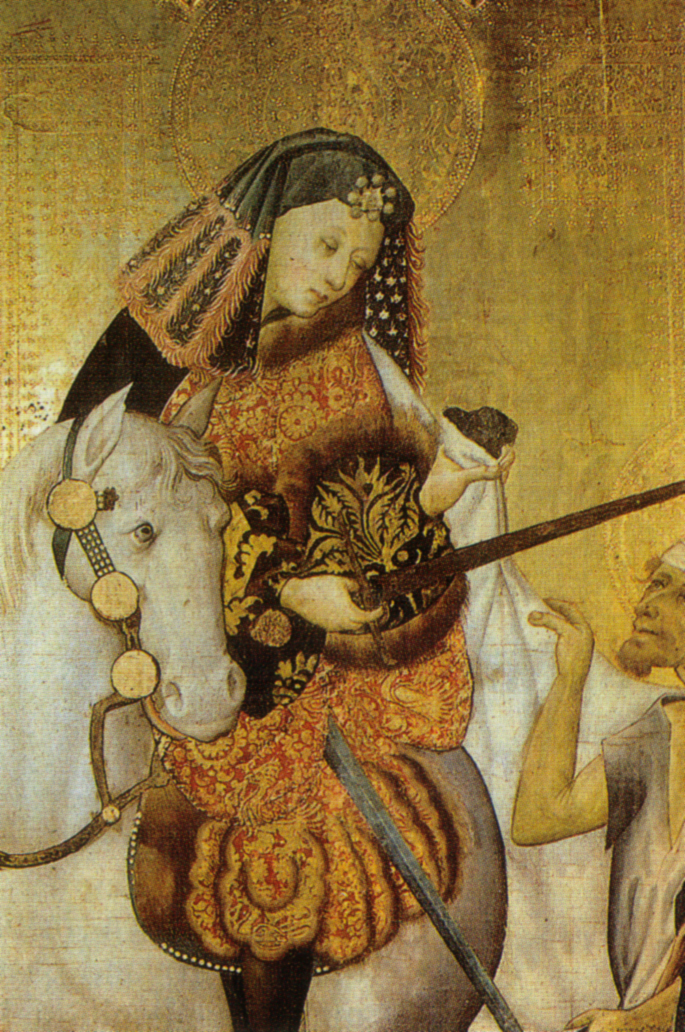
Detall central

Es tracta d'un retaule de dimensions mitjanes (385 × 261 cm) pintat al tremp d'ou sobre taula, en un estat de conservació excel·lent. El cos principal del retaule el componen tres taules de dimensions iguals amb traceries gòtiques: a l'esquerra hi haSanta Úrsula subjectant els atributs del seu martiri, dues sagetes; al panell central apareix l'escena de Sant Martí partint la seua capa amb el captaire i, a la dreta, Sant Antoni Abat. Al panell central, el sant, de delicats trets gairebé femenins, es cobreix amb un vestit sumptuós de pell i domàs d'or, així com el cavall, que apareix engalanat amb or, d'una manera pròpia de l'estil gòtic internacional, que recorda, com opinà Bertaux el 1908, a les obres de Gentile da Fabriano o, com va referir (1922) Mayer, a un Pisanello espanyol.
A la part superior del retaule es disposen tres taules que representen escenes de la vida de sant Martí: al centre el miracle de la resurrecció d'un mort; a l'esquerra el Somni de sant Martí i, a la dreta, la miraculosa missa del sant, totes preses de la Llegenda Àuria. La polsera s'incorporà al retaule en una restauració, en comprovar que quatre fragments d'aquesta pertanyien al retaule, recuperant així la volumetria original. Aquests quatre fragments representen a Maria Magdalena, un monjo cartoixà, un àngel amb filacteri i un escut amb el monograma de Crist.
La predel·la consta de nou panells o cases on apareixen, d'esquerra a dreta, els sants Jeroni, Onofre i Gregori, els tres centrals tenen escenes realacionades amb la Passió: la Mare de Déu, un Christus Patiens al centre i Sant Joan Evangelista; a la resta hi figuren sant Ambrosi, sant Hug de Lincoln i sant Agustí. Es representen de la manera que era comuna a València, asseguts envoltats de naturalesa idealitzada sobre fons daurat i dirigint la mirada cap a l'eix central.
El fons segueix sent daurat, enriquit per la diminuta perforació cal·ligràfica.